# Copa Brasil de Futebol Infantil de 2008
A 13ª Copa Brasil de Futebol Infantil ou também conhecida como "Copa Votorantim de 2008", a tradicional competição de futebol masculino para atletas com até 15 anos de idade do Brasil. Organizada pela Prefeitura Municipal de Votorantim, aconteceu entre 11 e 19 de janeiro, na cidade paulista de Votorantim e foi disputada por 16 equipes.
As partidas foram disputadas no Estádio Municipal Domenico Paolo Metidieri e no Estádio do SESI. Pela primeira vez na história, o Grêmio conquistou o título em uma campanha brilhante, onde passou o torneio inteiro sem levar um único gol.

## Regulamento
Nessa edição, os 16 clubes participantes foram divididos em quatro grupos, cada um com quatro participantes. Na  primeira fase, os times jogaram entre si, dentro de seu grupo e em turno único, classificando-se para a segunda fase os dois clubes que obtiveram o maior número de pontos ganhos em cada grupo.
Os jogos foram disputados em dois tempos de 30 minutos cada. Durante a fase final, em caso de empate, a decisão da vaga vai para a prorrogação e se ainda houver igualdade a decisão da vaga será disputada por pênaltis.

## Transmissão
As emissoras que transmitiram a competição:
- TV TEM
- TV Votorantim

## Equipes participantes
| Estado         | Equipe                        |                   | Estado                           | Equipe |
| -------------- | ----------------------------- | ----------------- | -------------------------------- | ------ |
| Bahia          | Esporte Clube Vitória         | Rio Grande do Sul | Grêmio Foot-Ball Porto Alegrense |        |
| Ceará          | Fortaleza Esporte Clube       | Rio Grande do Sul | Sport Club Internacional         |        |
| Minas Gerais   | Clube Atlético Mineiro        | Santa Catarina    | Figueirense Futebol Clube        |        |
| Minas Gerais   | Cruzeiro Esporte Clube        | São Paulo         | Sport Club Corinthians Paulista  |        |
| Paraná         | Coritiba Foot Ball Club       | São Paulo         | Sociedade Esportiva Palmeiras    |        |
| Paraná         | Paraná Clube                  | São Paulo         | São Paulo Futebol Clube          |        |
| Rio de Janeiro | Botafogo de Futebol e Regatas | São Paulo         | Santos Futebol Clube             |        |
| Rio de Janeiro | Fluminense Football Club      | São Paulo         | Seleção de Votorantim            |        |

## Fase de Grupos

### Grupo A
Classificação
Resultados

### Grupo B
Classificação
Resultados

### Grupo C
Classificação
Resultados

### Grupo D
Classificação
Resultados

## Fase Final

### Tabela
|  | Quartas-de-final | Quartas-de-final    | Quartas-de-final |        |      | Semifinais    | Semifinais | Semifinais |  |  | Final | Final     | Final |
|  |                  |                     |                  |        |      |               |            |            |  |  |       |           |       |
|  | 1C               | Internacional(pro)  | 1                |        |      |               |            |            |  |  |       |           |       |
|  | 2A               | Atlético Paranaense | 0                |        |      |               |            |            |  |  |       |           |       |
|  | 2A               | Atlético Paranaense | 0                |        |      | Internacional | 0          |            |  |  |       |           |       |
|  |                  |                     |                  |        |      | Internacional | 0          |            |  |  |       |           |       |
|  |                  |                     | São Paulo        | 1      |      |               |            |            |  |  |       |           |       |
|  | 1D               | São Paulo           | São Paulo        | 1      | 1    |               |            |            |  |  |       |           |       |
|  | 1D               | São Paulo           |                  |        | 1    |               |            |            |  |  |       |           |       |
|  | 2B               | Palmeiras           | 0                |        |      |               |            |            |  |  |       |           |       |
|  |                  |                     |                  |        |      |               |            |            |  |  |       | São Paulo | 0     |
|  |                  |                     |                  | Grêmio | 2    |               |            |            |  |  |       |           |       |
|  | 1A               | Grêmio              | 1                |        |      |               |            |            |  |  |       |           |       |
|  | 2C               | Vitória             | 0                |        |      |               |            |            |  |  |       |           |       |
|  | 2C               | Vitória             | 0                |        |      | Grêmio        | 1          |            |  |  |       |           |       |
|  |                  |                     |                  |        |      | Grêmio        | 1          |            |  |  |       |           |       |
|  |                  |                     | Fluminense       | 0      |      |               |            |            |  |  |       |           |       |
|  | 1B               | Fluminense (pen)    | Fluminense       | 0      | 0(5) |               |            |            |  |  |       |           |       |
|  | 1B               | Fluminense (pen)    |                  |        | 0(5) |               |            |            |  |  |       |           |       |
|  | 2D               | Atlético Mineiro    | 0(4)             |        |      |               |            |            |  |  |       |           |       |

## Premiação
| Copa Brasil de Futebol Infantil de 2008 |
| Rio Grande do Sul                       |
| --------------------------------------- |
| Grêmio Campeão (1º título)              |